# Lelești
Lelesti là một xã thuộc hạt Gorj, România. Dân số thời điểm năm 2002 là 1980 người.